# Basra Universitet
Basra Universitet, (arabisk: جامعة البصرة) ligger i Basra, Irak og er det næststørste universitet i Irak. Universitetet blev selvstændigt i 1964.